# Jennie Jacques
Jennie Jacques (Coventry, 28 de fevereiro de 1989) é uma atriz inglesa. Ela é mais conhecida pelos seus papéis como Annie Miller da série de televisão, Desperate Romantics, Sophie em The Other Side, e como a princesa Judith em Vikings.

## Filmografia

### Cinema
| Ano  | Título           | Papel   | Notas          |
| ---- | ---------------- | ------- | -------------- |
| 2010 | Shank            | Ree Ree |                |
| 2010 | Cherry Tree Lane | Beth    |                |
| 2010 | Nocturn          | Nina    | Curta-metragem |
| 2010 | Between You & Me | Leah    | Curta-metragem |
| 2011 | 7 Lives          | Carol   |                |
| 2011 | Demons Never Die | Jasmine |                |
| 2012 | The Other Side   | Sophie  |                |
| 2012 | Truth or Dare    | Eleanor |                |

### Televisão
| Ano         | Título                       | Papel            | Notas                                                        |
| ----------- | ---------------------------- | ---------------- | ------------------------------------------------------------ |
| 2009        | The Bill                     | Katie Fielding   | Episódios: "Teenage Kicks: Part 1" e "Teenage Kicks: Part 2" |
| 2009        | Desperate Romantics          | Annie Miller     | 6 episódios                                                  |
| 2010        | Lark Rise to Candleford      | Emily Mullins    | 1 episódio                                                   |
| 2010        | Stanley Park                 | Ann Maltrapilha  | Filme de televisão                                           |
| 2010        | Casualty                     | Lily Knowles     | Episódio: "Nice and Easy Does It"                            |
| 2012        | Love Life                    | Tilly            | 2 episódios                                                  |
| 2012        | Just Around the Corner       | Kia              | Filme de televisão                                           |
| 2013        | Father Brown                 | Violet Parnassus | Episódio: "The Wrong Shape"                                  |
| 2013 - 2014 | WPC 56                       | WPC Gina Dawson  | 10 episódios                                                 |
| 2015        | The Delivery Man             | Tash             | 6 episódios                                                  |
| 2015 - 2019 | Vikings                      | Princesa Judith  | Papel recorrente; 29 episódios                               |
| 2015        | Vikings: Athelstan's Journal | Princesa Judith  | Episódios: "Vows", "Love" e "Harvest"                        |
| 2017        | The No Hopers                |                  | Pré-produção                                                 |